# Giuseppe Gariboldi
Giuseppe Gariboldi (Macerata, 17 de março de 1833 - Castelraimondo, 12 de abril de 1905) foi um flautista e compositor italiano.

## Breve biografia
Após estudos com Giuseppe D'Aloe, Gariboldi mudou-se para Paris, onde trabalhou como um virtuoso flautista e compositor. Alguns anos, também ensinou no Conservatório de Paris.
Seu trabalho inclui inúmeras composições para flauta (piano solo e com acompanhamento) e alguns de seus estudos ainda são utilizados no ensino de flauta transversal de hoje, incluindo o Estudos mignonnes op. 131, 20 Petites Etudes op. 131, 20 Petites Études op 132 e 15 Estudos moderna et progressives. Além disso, Gariboldi compositor de inúmeras canções e três operettas.